# フォード・フュージョン (アメリカ)
フュージョン（FUSION）は、北アメリカ（北米）を拠点とする自動車メーカー、フォードが製造・販売していた自動車である。

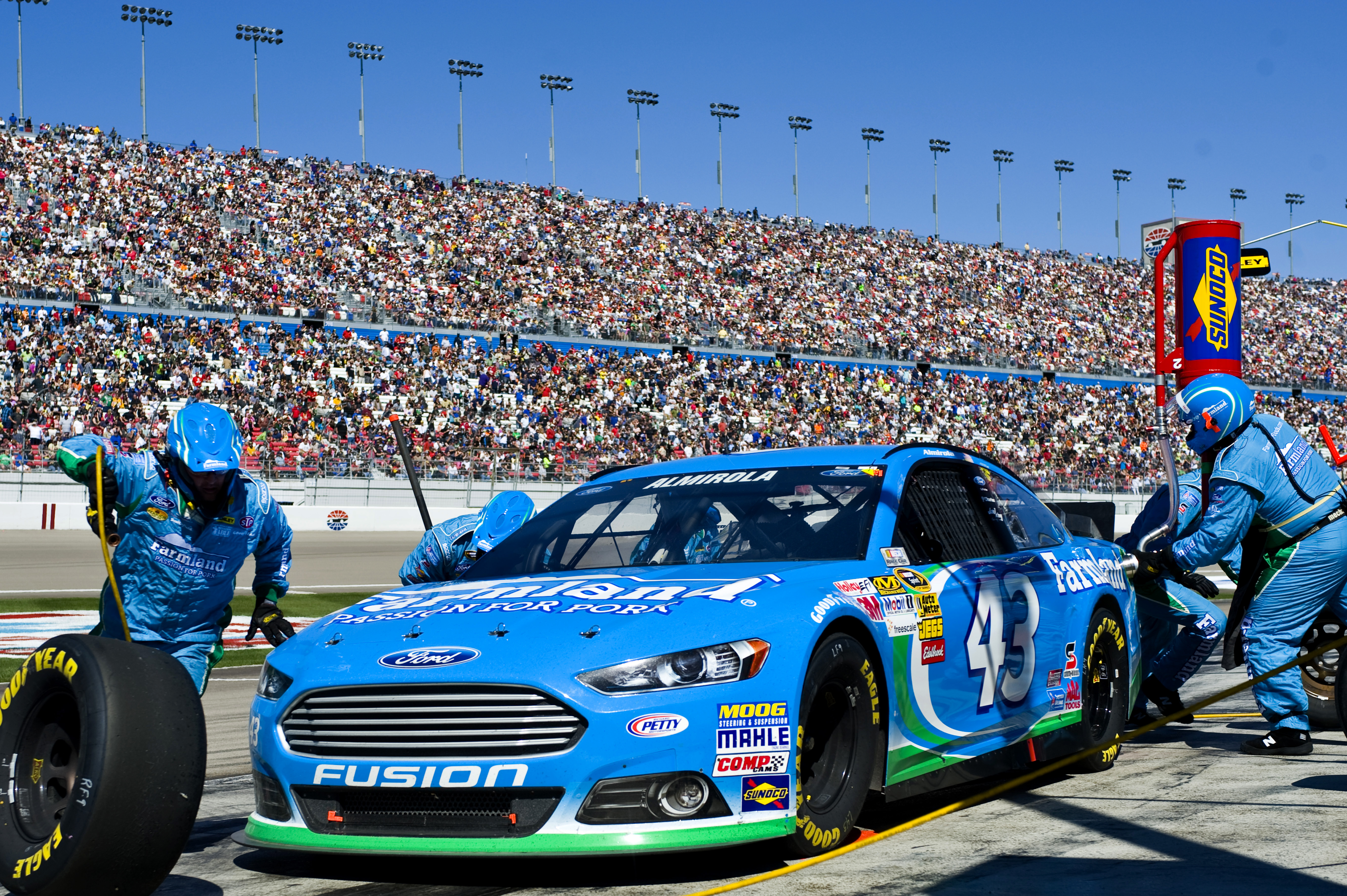
NASCARのフュージョン

2018年4月、米国フォードは2010年代後半以降、ほとんどの世界市場におけるクロスオーバーSUVの台頭やセダン市場の縮小などによる煽りを受け、セダン系の車種を中心とした車種整理を発表し、今後は当車を含むセダン系車種の次期モデルは開発されないことが確定となり、結果的に米国フォードは2020年を以ってセダン系車種の製造・販売から完全撤退することとなった。
米国最高峰の自動車レースであるNASCARカップ・シリーズでは長らくベース車両として親しまれてきたが、米国のセダン撤退と同時にこちらもマスタングへ切り替えられている。

## 初代（2006年 - 2012年）
2006年モデル
姉妹車であるマーキュリー・ミラン、リンカーン・MKZと共に発売。また、生産も両車と共にメキシコのエルモシージョ工場において行われ、2005年8月1日に生産が開始された。フュージョンは欧州向けの新型モンデオが発売されたアルゼンチンを除くラテンアメリカ各国でモンデオの後継車として発売され、また、アメリカおよびカナダでは4代目トーラスの後継車として発売された。プラットフォームにはマツダ・アテンザ用をベースとしたCD3プラットフォームが採用されたが、全長が30 mm、全幅が55 mm 延長され、サスペンションなども改良された。エンジンは直列4気筒DOHC16バルブ 2.3 L およびV型6気筒DOHC24バルブ 3.0 L エンジンが搭載される。トランスミッションには5速及び6速オートマチックトランスミッション、マニュアルトランスミッションが採用されるが、マニュアルトランスミッションは直列4気筒エンジン搭載車にのみ用意される。アメリカ合衆国環境保護庁のカテゴリ分類ではトヨタ・カムリ、ホンダ・インスパイア（北米名アコード）、ヒュンダイ・ソナタと同クラスとなる。また、コンソールや座席の一部などの部品はモンデオと共通のものが利用されている。フュージョンは「new face of Ford」と呼ばれる、フロントグリルに3本のラインが配置されるデザインが、市販車としては初めて採用された。なお、コンセプトカーとしては2003年の北米国際オートショーに出品されたフォード・427がこのデザインを初めて採用した。
2007年モデル
一部改良でV型6気筒エンジン搭載車に四輪駆動モデルを追加。DVDナビゲーションシステムもオプションとして選択可能となった。
2008年11月
ロサンゼルスオートショーにフュージョンハイブリッドを出展。
2010年モデル
姉妹車であるミランおよびMKZと共にフェイスリフト。同時にインテリアおよびエンジンの改良が行われ、2.3Lエンジンは同じく直4の2.5Lエンジンに変更された。また、新たにV型6気筒DOHC24バルブ 3.5Lエンジン搭載車も用意された。
同時に直4エンジン搭載車にはハイブリッドモデルも新たに用意され、フォードのGen II hybrid designが採用された。なお、ハイブリッド車にはCVTが採用される

## 2代目（2012年 - 2020年）
2012年1月、デトロイトモーターショーでワールドプレミア。
2012年9月、発売開始。欧・米で共通ボディにて販売する「ワン・フォード」戦略に則り、5代目モンデオと共通のボディを有することになったが、モンデオに用意されるステーションワゴンと5ドアハッチバックセダンは設定がない。モンデオ同様にCD3プラットフォームは従来型より踏襲されるが、大幅な改良を受けており、パワーステアリングも電動式に変更された。エンジンは1.6 L と2.0 L の直列4気筒DOHC16バルブ エコブーストならびに2.5 Lの直列4気筒DOHC16バルブ デュラテックを採用してダウンサイジングが図られた。トランスミッションはエコブースト仕様には「セレクトシフト」と呼ばれる6速デュアルクラッチトランスミッションが（2.0 L はパドルシフトつき）、2.5 L には6速ATが用意され、1.6 L ではオプションで6速MTも選択できる。また、2.0 L のみ4WDも選択できる。ハイブリッドモデルも引き続き設定されるが、エンジンは2.0 L にダウンサイズされた。
2017年にフェイスリフトを実施。
近年の米国市場におけるクロスオーバーSUVの台頭やセダン市場の縮小などによる煽りを受け、2020年7月を以って生産、および販売終了となり、米国フォードとしては最後に投入された4ドアセダンとなった。これにより米国フォードは1908年登場のT型以来、1世紀以上（正確には112年）に渡り生産・販売を続けてきたセダン型乗用車から完全撤退することとなった。ただし、中国市場専売の同型車種となるモンデオセダンは当面の間、継続生産・販売される。

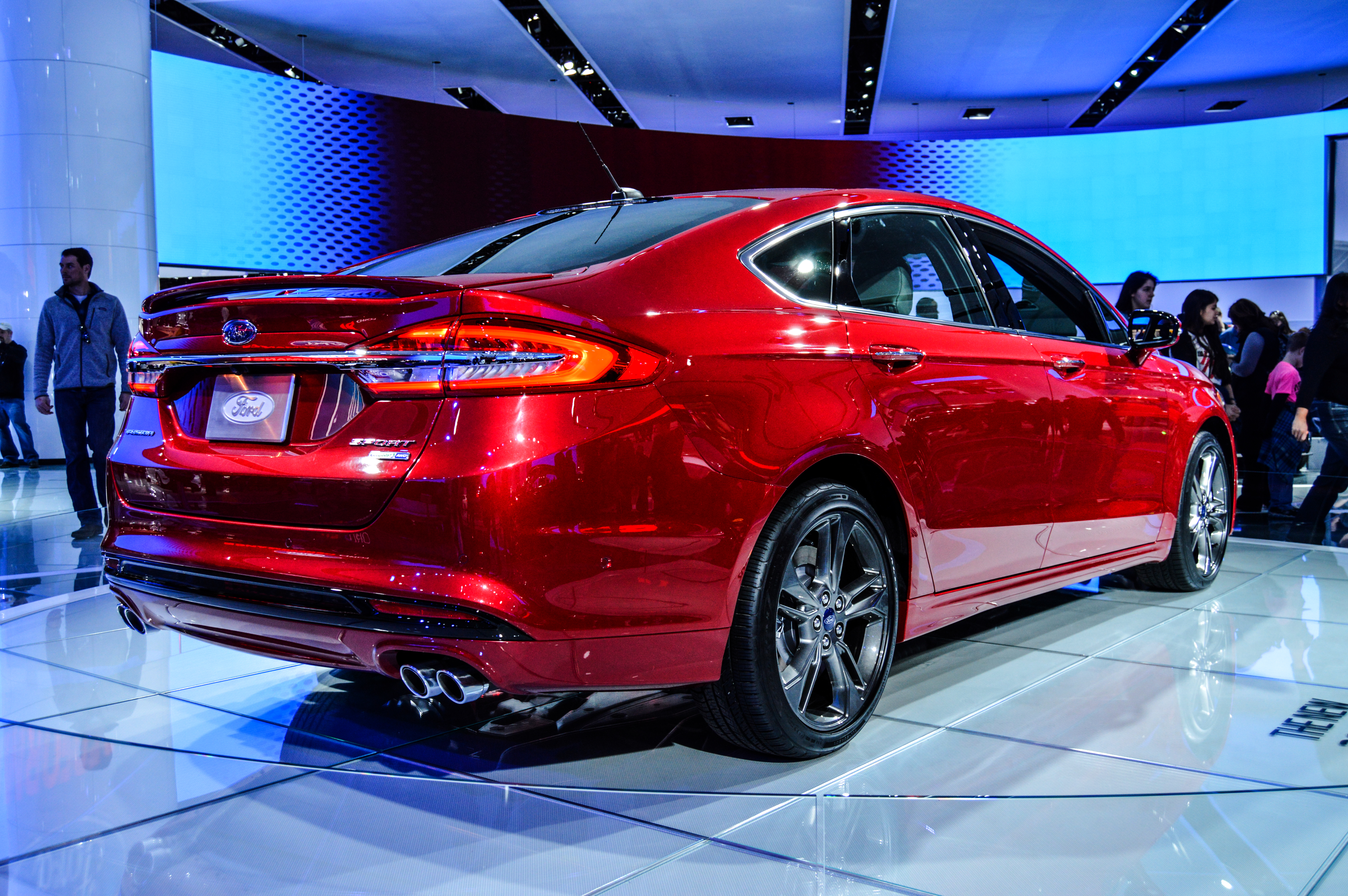
後期型 リア（2017年-2020年）